# Njie Kunda
Njie Kunda är en ort i Gambia. Den ligger i regionen Central River, i den östra delen av landet, 160 km öster om huvudstaden Banjul. Antalet invånare var 660 vid folkräkningen 2013.